# Джелистоун
„Джелистоун“ (на английски: Jellystone!) е американски анимационен сериал, разработен от Си Ейч Грийнблат. Сериалът е продуциран от Warner Bros. Animation и включва преосмислените версии на различните герои на Хана-Барбера. Премиерата на сериала е на 29 юли 2021 г. по HBO Max.
„Джелистоун“ е първият сериал да включи някои от забележителните герои на Хана-Барбера (като Мечето Йоги и Хъкълбери Хрътката) след „Йо Йоги!“ (1991), както и първата продукция след затварянето на студията на Хана-Барбера, и е първият телевизионен сериал, който ги включва без създателите на студиото – Уилям Хана и Джоузеф Барбера, които починаха съответно през 2001 г. и 2006 г.
Двадесет епизода са обявени за първия сезон.
11-минутния специален епизод за Хелоуин, озаглавен „Spell Book“ е пуснат на 21 октомври 2021 г.

## Актьорски състав
| Изпълнител        | Роля                                                |
| ----------------- | --------------------------------------------------- |
| Джеф Бъргман      | Мечето Йоги Президент Рейнджър Смит Господин Джинкс |
| Си Ейч Грийнблат  | Бу-Бу                                               |
| Грейс Хелбиг      | Синди Беър                                          |
| Джим Конрой       | Хъкълбери Хрътката                                  |
| Дейна Снайдър     | Снагълпус Ламбси Кейви Младши                       |
| Бернардо Де Паула | Ел Кабонг                                           |
| Джорджи Кидър     | Кученцето Аги                                       |
| Кейти Гробър      | Патето Яки                                          |
| Рон Фънчес        | Шаг Ръг                                             |
| Оскар Рейез       | Ръф                                                 |
| Джакари Фрейзър   | Реди                                                |
| Томас Ленън       | Топ Кет                                             |

## В България
В България сериалът започва да се излъчва от 13 декември 2021 г. по Cartoon Network.
На 8 април 2022 г. е добавен в стрийминг платформата HBO Max.
| Роля           | Изпълнител                  |
| -------------- | --------------------------- |
| Бу-Бу          | Петър Бонев                 |
| Капитан Пещера | Сава Пиперов                |
| Кученцето Аги  | Ралица Стоянова             |
| Мама Раг       | Ася Рачева                  |
| Татко Куче     | Георги Стоянов              |
| Други гласове  | Явор Караиванов Росен Русев |

| Обработка           | Доли Медия Студио   |
| ------------------- | ------------------- |
| Режисьор на дублажа | Даниела Горанова    |
| Преводач            | Сима Налбантова     |
| Микс студио         | Deluxe Localization |